# Transport Fever 2
Transport Fever 2 - комп'ютерна гра в жанрі економічного симулятора, розроблена Urban Games і видана Good Shepherd Entertainment. Це третя гра у франшизі Transport Fever. Вона була випущена на Windows та Linux 11 грудня 2019 року.

## Геймплей
Як і попередні ігри серії, Transport Fever 2, як і раніше, фокусується на еволюції транспорту. Проте режим кампанії переписує історію транспорту на відміну Transport Fever . Дія гри відбувається на трьох різних континентах. У грі є режим пісочниці, редактор карт та інструменти модів.

## Розробка та випуск
Transport Fever 2 була анонсована у 2019 році. Гра розроблена Urban Games і видана Good Shepherd Entertainment, є частиною франшизи Transport Fever. Вона була випущена на Windows і Linux 11 грудня 2019 на онлайн-сервісі Steam, а 30 жовтня 2020 на macOS.

## Рецензії
Метт С. з Digitally Downloaded оцінив гру в 4,5 зірки з 5.
Рік Лейн з The Guardian дав 3 зірки з 5. Він порівняв гру з франшизою The Sims від Maxis та Cities: Skylines від Colossal Order, сказавши, що зростання внутрішньоігрових міст принесе гравцям масу задоволення. Однак він критикує гру за нестачу глибини в деяких аспектах.
Гра набрала 7 балів із 10 від TheSixthAxis, вони відзначили, що у грі «велика увага до деталей транспортних засобів та навколишнього середовища. Однак, з іншого боку, гра справді схожа на вдосконалене розширення, а не повноцінне продовження минулих ігор серії».